# Rachunek bieżący
Rachunek bieżący – rodzaj rachunku bankowego przeznaczonego do gromadzenia środków pieniężnych oraz przeprowadzania rozliczeń pieniężnych przez osoby prawne, jednostki organizacyjne nie posiadające osobowości prawnej, o ile posiadają zdolność prawną, oraz osoby fizyczne prowadzące działalność zarobkową na własny rachunek, w tym działalność gospodarczą.

## Informacje ogólne
Rachunek bieżący jest prowadzony przez bank na podstawie umowy o prowadzenie rachunku bankowego i posiada swój unikatowy numer.
Wpłaty na rachunek, czyli jego uznania można dokonać poprzez:
- wpłatę gotówkową (w formie otwartej lub zamkniętej);
- otrzymanie polecenia przelewu;
- otrzymanie polecenia wypłaty w obrocie dewizowym;
- wysłanie zlecenia obciążenia rachunku kontrahenta z tytułu polecenia zapłaty;
- skup lub inkaso czeku;
- kapitalizację odsetek od depozytu.

Wypłaty z rachunku, czyli jego obciążenia można dokonać poprzez:
- wypłatę gotówkową;
- wysłanie polecenia przelewu;
- wysłanie polecenia wypłaty z obrocie dewizowym;
- otrzymanie zlecenia obciążenia rachunku własnego z tytułu polecenia zapłaty;
- zapłatę kartą za towary i usługi;
- rozliczenie czeku zrealizowanego przez kontrahenta;
- kapitalizację odsetek od kredytu;
- pobór opłat i prowizji na rzecz banku.

Dostępne sposoby dysponowania wkładem i dokonywania rozliczeń pieniężnych zależą od szczegółowej oferty banku prowadzącego rachunek. Niektóre operacje mogą być zlecane przez klienta w formie elektronicznej lub papierowej.
Podmioty gospodarcze mają obowiązek posiadania rachunku bieżącego, a w przypadkach określonych przepisami również prowadzenia za jego pomocą bezgotówkowych rozliczeń z kontrahentami. Z obowiązku takiego zwolnione są osoby fizyczne prowadzące działalność gospodarczą w formie karty podatkowej lub zryczałtowanego podatku dochodowego od przychodów ewidencjonowanych.
Obok rachunku bieżącego mogą być prowadzone rachunki pomocnicze, także będące rachunkami rozliczeniowymi, co wynika wprost z Ustawy – Prawo bankowe.
Podmiotem prowadzącym obsługę centralnego rachunku bieżącego budżetu państwa jest Narodowy Bank Polski.

## Stan rachunku
Aktualny stan rachunku bieżącego może być opisany następującymi parametrami:
- saldo księgowe – ogólna suma wszystkich zaksięgowanych operacji uznaniowych (wpływy środków na rachunek), pomniejszona o sumę wszystkich zaksięgowanych operacji obciążeniowych (wydatkowanie środków z rachunku). Od wysokości salda księgowego (dodatniego albo ujemnego) bank nalicza odsetki, zgodnie z aktualną stopą oprocentowania i wewnętrznymi procedurami;
- odsetki zawieszone – suma odsetek, jakie bank naliczył od ostatniej kapitalizacji. Kwota ta nie wchodzi w skład salda księgowego, zostanie do niego dopisana dopiero w momencie następnej kapitalizacji;
- limit kredytowy (dopuszczalny debet, overdraft) – maksymalna kwota o jaką (zgodnie z umową) może zostać przekroczone saldo księgowe. Jest to forma kredytu, jaki może zostać udzielony w ramach rachunku a jego wysokość uzależniona jest m.in. od zdolności kredytowej klienta. Bieżące wpływy na rachunek w pierwszej kolejności pokrywają wykorzystaną kwotę limitu kredytowego, a następnie uzupełniają wkład własny klienta.
- blokady i operacje nierozliczone – ogólna kwota, jaka została zablokowana na rachunku – środki, które nie mogą zostać wypłacone. Blokady mogą powstawać wskutek operacji, na które bank udzielił autoryzacji, ale ich jeszcze nie zaksięgował. Przykładem mogą być płatności dokonane kartami, które jeszcze nie zostały ostatecznie rozliczone. Ponadto bank może zakładać blokady na wniosek uprawnionego organu (np. zajęcia egzekucyjne). Blokady mogą także służyć jako zabezpieczenie spłaty wierzytelności wobec banku lub osób trzecich. Także potwierdzenie czeku skutkuje założeniem blokady, która trwa przez określony czas lub do chwili realizacji czeku.
- saldo dostępne (saldo autoryzacyjne, dostępne środki) – ogólna kwota pozostawiona do dyspozycji klienta. Wynika ona z salda księgowego, powiększonego o kwotę limitu kredytowego (o ile bank takowy udzielił) i pomniejszonego o ewentualne blokady. Niektóre systemy bankowe mogą do salda dostępnego uwzględnić jeszcze kwotę odsetek zawieszonych.

## Rachunek bieżący w dawnym kodeksie handlowym
We współczesnym obrocie w Polsce definiowany tu rachunek bieżący nie ma nic wspólnego z rachunkiem bieżącym (niem. Kontokorrent) unormowanym niegdyś w art. 533-541 rozporządzenia Prezydenta Rzeczypospolitej z 27.06.1934 r. – Kodeks handlowy (Dz.U. nr 57, poz. 502, ze zm.). Dawny rachunek bieżący był bowiem umową, przez którą strony zobowiązywały się między sobą, że wynikające z czynności handlowych wierzytelności i świadczenia obu stron wpisywane będą na rachunek i że rozliczenie oraz ustalenie nadwyżki (salda) dokonywane będzie tylko co pewien czas, przy czym rozliczenie będzie następować z końcem każdego półrocza kalendarzowego. Konstrukcja ta przypomina współczesny netting.